# Куангнам

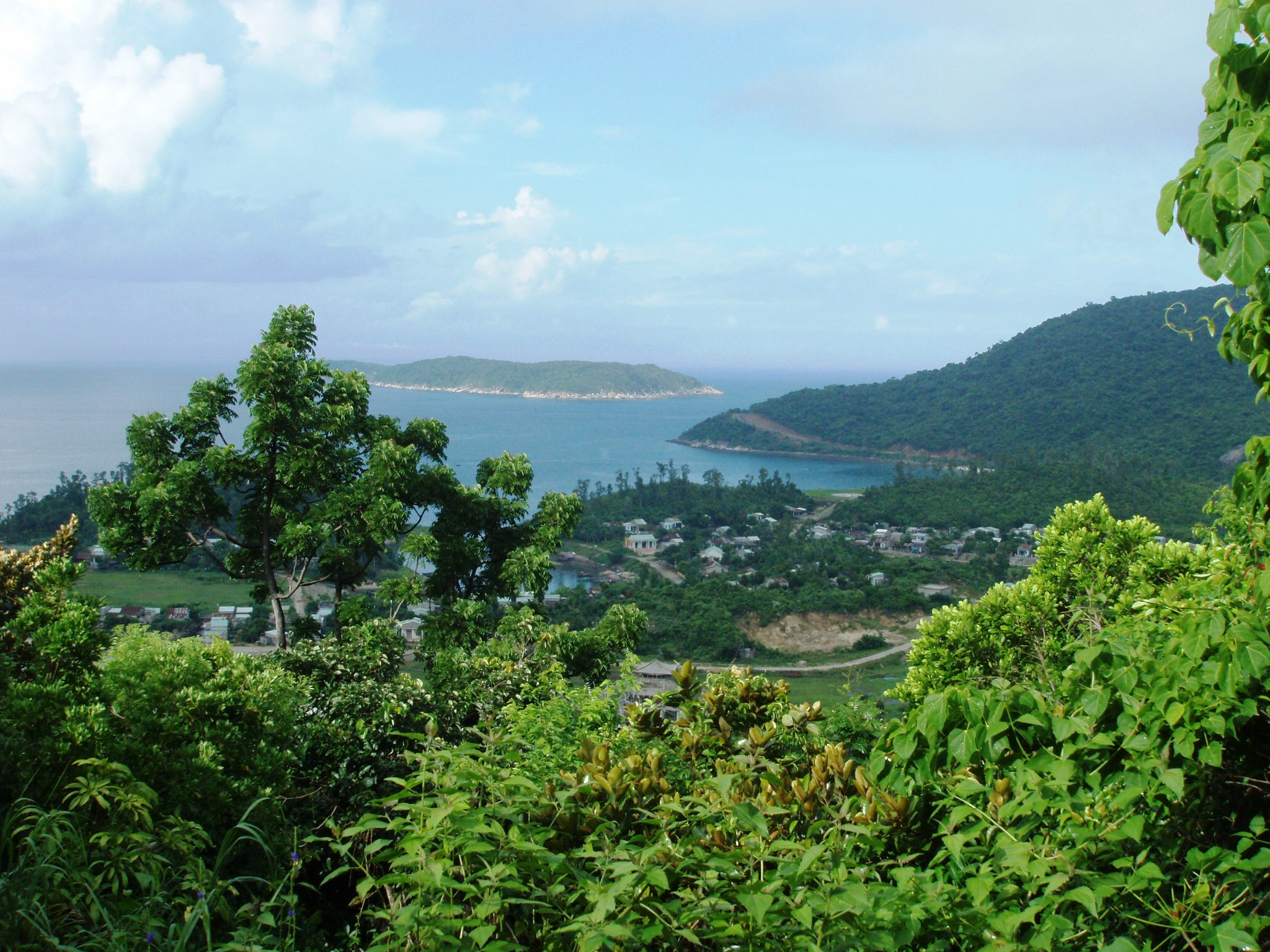
Пейзаж провинции Куангнам

Куангна́м (вьет. Quảng Nam, тьы-ном 廣南) — упразднённая провинция в центральной части Вьетнама. Существовала с 1831 по 2025 год. Административный центр — город провинциального подчинения Тамки.

## История
В 1470-х годах завоёванные Ле Тхань Тонгом тямские земли были переименованы в Куангнам. Удобное расположение провинции, порт в Хойане способствовали проникновению западного влияния в этом месте.
В 1962 году провинция была разделена на две части из-за проведения демаркационной линии между севером и югом. В ходе Вьетнамской войны здесь проходили ожесточённые сражения. В 1976 году провинция восстановлена в прежних границах. Город Дананг выделен в отдельную административную единицу (город центрального подчинения) в 1997 году.
В результате административной реформы 2025 года вошла в состав Дананга.

## География
Провинция Куангнам расположена на следующих географических координатах: 108°26’16" — 108°44’04" восточной долготы и 15°23’38" — 15°38’43" северной широты. С севера провинция Куангнам граничит с Данангом и провинцией Тхыатхьен-Хюэ, с юга — с провинциями Куангнгай и Контум, с запада — с Лаосом, восточной стороной провинция Куангнам выходит к Южно-Китайскому морю.

## Административное деление
Административно провинция делилась на:
- город провинциального подчинения Тамки
- город провинциального подчинения Хойан

и 16 уездов
- Дьенбан (Điện Bàn)
- Тхангбинь (Thăng Bình)
- Бакчами (Bắc Trà My)
- Намчами (Nam Trà My)
- Нуитхань (Núi Thành)
- Фыокшон (Phước Sơn)
- Тьенфыок (Tiên Phước)
- Хиепдык (Hiệp Đức)
- Нонгшон (Nông Sơn)
- Донгзянг (Đông Giang)
- Намзянг (Nam Giang)
- Дайлок (Đại Lộc)
- Фунинь (Phú Ninh)
- Тэйзянг (Tây Giang)
- Зуисуен (Duy Xuyên)
- Кюэшон (Quế Sơn)

## Климат
Климат провинции — тропический муссонный. Среднегодовая влажность воздуха составляет 84 %. Среднегодовое количество осадков — 2000—2500 мм (в основном дожди приходят на период с сентября по ноябрь). Среднегодовая температура составляет 25 °C; зимой температура колеблется от 20 до 24 °C, летом — от 25 до 30 °C.

## Экономика
В 1997—2005 годах среднегодовой рост ВВП провинции составил 9,3 %. За период с 2001 г. по 2005 г. этот показатель равнялся 10,4 %. В 2004, 2005 и 2006 гг. ВВП вырос на 11,5 %, 12,5 % и 13,45 % соответственно. Во многом такому стремительному росту способствовало открытие на территории провинции Каунгнам в 2003 г. первой в стране свободной экономической зоны Тюлай. Сейчас в провинции Куангнам находится 5 промышленных районов и 15 промышленных центров, а также 65 деревень, где производятся традиционные ремесленные изделия. С 1997 г. по 2006 г. общая стоимость произведённой в провинции промышленной продукции выросла в 6,5 раз. (1997 г. — 623 млрд. вьетнамских донгов; 2006 г. — 4,075 млрд. вьетнамских донгов).
Общая стоимость экспортируемых товаров выросла за практически 10 лет (считая с 1997 г.) в 6,5 раз, превысив в 2006 г. цифру 135 млн. долларов США.

## Туризм
На территории провинции находятся два крупнейших туристических центра Вьетнама, входящие в Список объектов Всемирного наследия ЮНЕСКО во Вьетнаме: храмовый комплекс Мишон и портовый город Хойан. В провинции Куангнам насчитывается более 87 гостиниц. Доход от туризма вырос с 18 млрд. вьетнамских донгов в 1997 г. до 384 млрд. вьетнамских донгов в 2006 г.
Инвестиционный климат в целом положительный. Наблюдается существенный приток прямых иностранных инвестиций (FDI): осуществляется множество инвестиционых проектов, с общим капиталов в 446 млн. долларов США. Большая часть этих инвестиций приходится на свободную экономическую зону Тюлай. На территории этой экономической зоны близ Тамки находится аэропорт.

## Известные личности

### Родились
- Фан Тяу Чинь — деятель вьетнамского национально-освободительного движения.
- Нят Линь (Нгуен Тыонг Лам) — вьетнамский писатель.
- Хоанг Дао (Нгуен Тыонг Лонг) — вьетнамский писатель.
- Тхоай Нгок Хау (Нгуен Ван Тхоай) — вьетнамский полководец.
- Нгуен Ван Бонг — вьетнамский писатель.